# DISC 평가
DISC 평가(DISC assessment)는 심리학자 윌리엄 몰턴 마스턴이 1928년에 처음 발표한 DISC 정서 및 행동 이론을 기반으로 한 행동 자기 평가 도구이다. 이러한 평가는 개인을 주도형(Dominance), 사교형(Inducement), 안정성(Submission), 신중형(Compliance) 등 네 가지 성격 특성으로 분류하여 직무 성과를 향상시키는 것을 목표로 한다.
그러나 DISC의 과학적 타당성은 논란의 대상이 되어 왔으며, 일부에서는 이를 유사과학으로 간주한다. 비평가들은 DISC의 신뢰성과 직무 성과 예측 정확성에 의문을 제기한다. 이 이론은 성격을 설명하기 위해 네 가지 주요 특성을 제안하지만, 과학적 기반은 여전히 논란의 여지가 있다.

## 역사
DISC 성격 이론은 1928년에 출판된 정상인의 감정이라는 책에서 처음으로 개괄적으로 설명되었다. 이 책은 윌리엄 몰턴 마스턴이 저술했으며, 올리브 번과 엘리자베스 홀러웨이 마스턴의 기여도 있을 것으로 추정된다.

## 종류
마스턴의 DISC 이론을 기반으로 한 최초의 자기 평가는 1956년에 산업 심리학자 월터 클라크(Walter Clarke)가 만들었다. 1956년에 클라크는 사람들이 자신에 대해 정확하다고 생각하는 설명을 표시하도록 요청하는 형용사 체크리스트인 Activity Vector Analysis를 만들었다. 이 자기 평가는 기업이 자격 있는 직원을 선택하는 데 도움을 주기 위한 것이었다. 이후 존 가이어(John Geier)가 DiSC(소문자 'i'는 의도적임)를 개발했다.
클라크와 피터 메렌다(Peter Merenda)는 1965년 1월호 임상 심리학 저널에 새로운 도구에 대한 연구 결과를 발표했다. 그러나 체크리스트를 사용하는 대신 "자기 설명(Self Description)" 테스트는 응답자에게 두 가지 이상의 용어 중에서 선택하도록 요청한다. "자기 설명"은 1970년대 존 가이어가 개인 프로필 시스템(Personal Profile System)을 만드는 데 사용되었다.

## 활용
자기 평가 도구는 기업의 인사 관리에 사용하도록 설계되었다. DISC 평가는 업무 스타일 선호도를 파악하고, 다른 사람과의 상호 작용 방식을 결정하며, 업무 습관에 대한 통찰력을 제공한다.
조직은 종종 팀 빌딩, 리더십 개발, 의사소통 교육 및 갈등 해결을 포함한 다양한 응용 분야에 DISC 평가를 사용한다. DISC 평가는 개인 및 팀 역학 관계에 대한 귀중한 통찰력을 제공할 수 있지만, 결과를 신중하게 해석하고 복잡한 인간 행동을 지나치게 단순화하지 않는 것이 중요하다.
DISC는 문제 해결이나 직무 할당 시 각 DISC 유형의 다양한 측면을 고려하여 리더십 팀으로서 문제에 대처할 때의 행동 방침을 결정하는 데 사용되어 왔다.

### 심리 측정 특성
DISC 평가는 타당도가 낮아 직무 성과를 예측하는 능력이 입증되지 않았다. 이 평가는 신뢰도가 높다는 것은 개인이 시간이 지나도 일관되게 동일한 결과를 얻는다는 것을 의미한다.

#### 신뢰도
러시아의 예비 연구에서는 일주일 후 재검사에서 .89의 계수가 발견되었다.
스칸디나비아 심리학 저널에 발표된 연구 논문은 규범적 DISC 평가에서 수용 가능한 수준의 내적 일관성을 발견했지만, DISCUS-차원이 심리 측정적으로 독립적이지 않으며 DISC 데이터 구조가 독립적인 특성보다 빅 파이브 성격 특성의 조합으로 더 잘 설명될 수 있다는 증거도 발견했다.

#### 타당도
심리학자 웬델 윌리엄스(Wendell Williams)는 직원 채용 과정에서 DISC를 사용하는 것을 비판했다. 그의 비판에서 윌리엄스는 좋은 직무 성과 테스트는 잘 구성되어야 하고, 검사-재검사 신뢰도가 있어야 하며, 직무 성과 기준에 대한 준거 타당도가 있어야 하고, 테스트 설계에 직무 성과 이론을 포함해야 한다고 주장했다.
2013년 독일 연구는 DISC 평가인 퍼솔로그(Persolog)의 타당도와 신뢰도를 연구하여 TBS-DTk 독일 심리학 협회 연맹의 진단 및 테스트 위원회 테스트 평가 시스템의 기준에 부합하는지 확인했다.
연구 결과는 신뢰도 측면에서는 "대부분" 요구 사항을 충족했지만 타당도 측면에서는 전혀 충족하지 못하는 것으로 나타났다.

## 이론

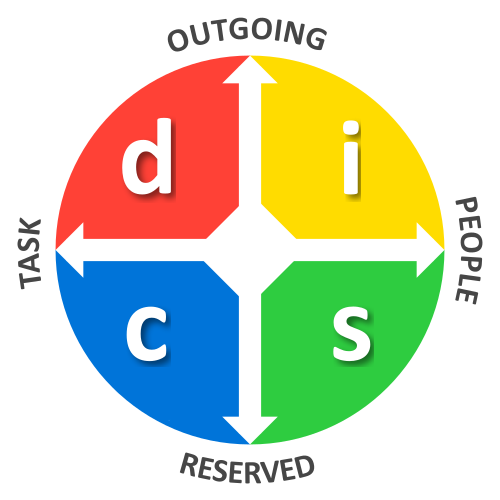
DISC 휠

DISC 이론은 네 가지 주요 특성을 통해 성격을 설명한다.
- 주도형(Dominance): 환경의 저항을 극복하기 위한 힘의 적극적인 사용
- 사교형(Inducement): 장애물을 다루기 위한 매력의 사용
- 안정성(Submission): 요청을 이행해야 한다는 필요성의 따뜻하고 자발적인 수용
- 신중형(Compliance): 우월한 힘에 대한 두려움에 기반한 순응

마스턴은 1928년 그의 저서 『정상인의 감정』에서 DISC 특성을 설명했는데, 그는 일반인의 감정과 행동에서 이를 도출했다. 마스턴에 따르면, 사람들은 네 가지 행동 유형으로 감정을 표현한다: 주도형(Dominance), 사교형(Inducement), 안정성(Submission), 신중형(Compliance).
그는 이러한 행동 유형이 사람들의 자아감과 환경과의 상호 작용에서 비롯된다고 주장했다. 그는 사람들의 감정적 행동에 영향을 미치는 두 가지 기본 차원을 기반으로 네 가지 유형을 분류했다. 첫 번째 차원은 사람이 환경을 호의적인지 비호의적인지로 인식하는지 여부이다. 두 번째 차원은 사람이 자신을 환경에 대해 통제력이 있는지 또는 통제력이 없는지로 인식하는지 여부이다.